# Hardline
Gli Hardline sono un gruppo  AOR statunitense fondato a Los Angeles nel 1992 dai fratelli Johnny e Joey Gioeli.

## Storia

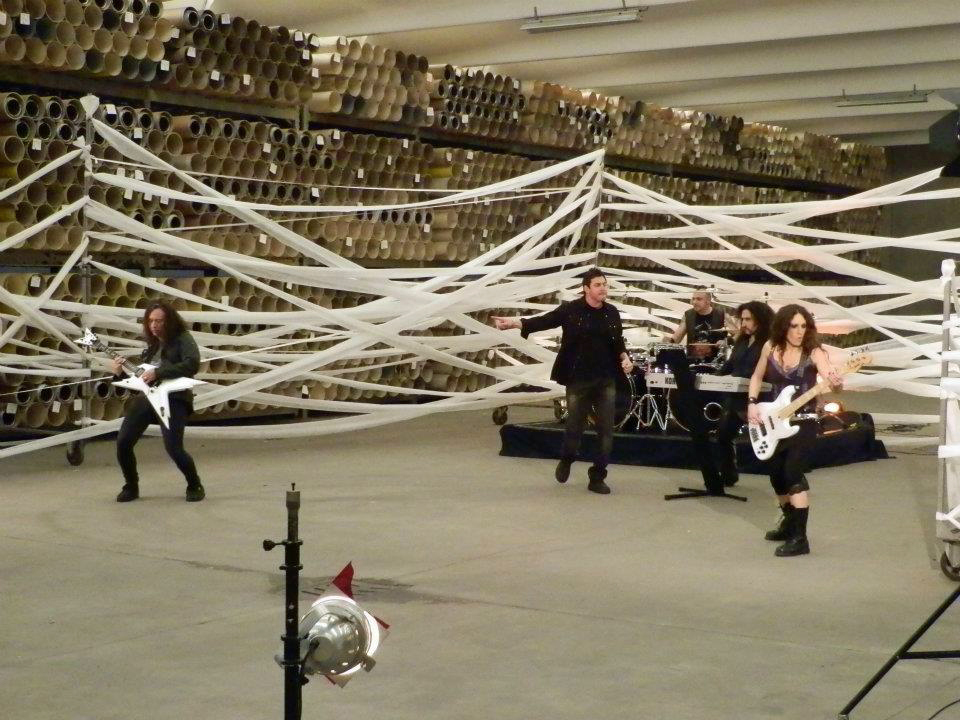
Gli Hardline durante le riprese di Fever Dreams

### Le origini nei Brunette
Johnny e Joey Gioeli (nati rispettivamente Giovanni Giuseppe Baptista e Giuseppe Giovanni Antonio Gioeli nel 1965 e 1967 a New York) iniziarono la loro carriera musicale a Lancaster, Pennsylvania nella band Killehit. I due assunsero gli pseudonimi di Johnny Law e Jo-Jo Law, il primo come cantante/batterista, ed il secondo come chitarrista. La formazione venne completata con il chitarrista Christopher Paul ed il bassista Jay Scott King. Questa formazione ottenne un buon successo nella East Coast, divenendo una delle club band di spicco in Pennsylvania. Il gruppo arruolò come chitarrista temporaneo l'allora membro dei Lion Doug Aldrich in occasione di un tour in Texas nel periodo in cui Paul non poté partecipare alle esibizioni.
Nell'estate del 1987, i Killerhit erano pronti a trovare maggior fortuna al di fuori della zona. Seguendo il loro amico Bret Michaels, leader dei Poison, si ricollocarono a Hollywood, Los Angeles. Michaels diede loro il numero della pubblicitaria Debra Rosner, che subito divenne la loro manager. Resisi conto del fatto che nella band non figurava alcun componente biondo, il gruppo cambiò nome in Brunette. Johnny era un batterista talentuoso, ma il suo interesse primario era cantare, quindi abbandonò i tamburi per dedicarsi al ruolo di frontman vero e proprio. I Brunette quindi si misero alla ricerca di un nuovo batterista. Dopo alcuni mesi di ricerche, il gruppo non era stato in grado di trovare un batterista che soddisfacesse le loro esigenze. Improvvisamente, si presentò alle audizioni il nativo di Las Vegas Darek Thomas Cava. I Brunette conoscevano l'allora cantante dei Vinnie Vincent Invasion Mark Slaughter (futuro leader degli Slaughter), anche lui nativo di Las Vegas, e gli chiesero cosa ne sapesse sul conto di Derek. Slaughter raccomandò alla band di reclutare il batterista, così questo verrà immediatamente arruolato. La loro prima demo di 5 tracce venne prodotta da Dana Strum, anch'egli ex membro dei Vinnie Vincent Invasion, nonché bassista degli Slaughter (lo stesso uomo che presentò Randy Rhoads a Ozzy Osbourne). I Brunette ottennero presto popolarità attorno al circuito di Los Angeles. Nell'estate del 1988, il gruppo ebbe una geniale idea promozionale; noleggiarono un aeroplano ed attaccarono un'insegna luminosa con le scritte "Brunette Rocks" e "Brunette attacks in August" durante il concerto dei Van Halen al Monsters of Rock svoltosi al L.A. Coliseum, davanti a 90.000 spettatori. Questa prodezza, oltre far guadagnare ulteriore popolarità al quintetto, portò la band all'ettenzione di Roman Coppola, figlio del noto regista Francis Ford Coppola e presidente della Commercial Pictures. Egli scelse i Brunette come star nel suo film "Smash Crash and Burn", nel quale recitarono il ruolo della band fittizia "Royal Smash". Inoltre la colonna sonora del film era stata composta dalla band con l'ausilio di Dana Strum alla produzione ed alla composizione di alcuni brani, assieme al ex batterista dei Vinnie Vincent Invasion Bobby Rock. Mark Slaughter partecipò ai backing vocals in alcune delle tracce. Il film avrebbe dovuto essere realizzato nell'estate del 1989, ma a causa di alcune discrepanze, questo non venne mai pubblicato. Purtroppo il quintetto non riuscì mai a trovare un contratto discografico, così i fratelli Gioeli decisero di sciogliere la band nel 1991.
Nel 1992 Darek Thomas Cava partecipò come session player al disco On Target dei Bangalore Choir, band fondata dall'ex cantante degli Accept David Reece, e qualche ex membro degli Hericane Alice. Jay Scott King entrò nella AOR band canadese Big House nel 1989 con cui pubblicò un disco omonimo nel 1992. Dave Marshall parteciperà al disco di Fiona intitolato Squeeze nel 1992, poi raggiungerà la band solista del frontman dei Mötley Crüe Vince Neil, partecipando al suo debutto solista dal titolo di Exposed nel 1993. Inoltre più tardi suonerà come turnista per gli Slaughter nel 1995 e nel 1997.

### La carriera
Dopo lo scioglimento della band, i fratelli Gioeli continuarono a suonare, componendo brani per un loro nuovo progetto in coppia, chiamato semplicemente "Brothers". All'epoca, Neal Schon, talentuoso chitarrista dei Journey e Bad English, aveva una relazione con la sorella dei fratelli Gioeli. Una mattina, Schon si trovava a casa della famiglia e udì un rumore provenire dal soggiorno. Guardò nella stanza e notò Johnny e Joey prepararsi per questo nuovo progetto. Quella mattina i due stavano componendo il brano "Face the Night" (che 11 anni dopo apparirà nel secondo album degli Hardline). Neal Schon rimase colpito dalla musica dei due fratelli e chiese loro se poteva diventare il loro produttore. Dopo aver iniziato a produrre, Schon volle però far parte del progetto. Inizialmente Johnny e Joey non acconsentirono poiché avevano un'altra visione della band. Ma non passò molto tempo che i due cambiarono idea e lo accolsero nel gruppo come chitarrista solista. Il progetto, nato nel 1992, venne rinominato Hardline. Per completare la formazione, Schon chiamò in causa il batterista dei suoi Bad English Deen Castronovo, mentre dietro le quattro corde figurava Todd Jensen. Quest'ultimo era stato membro della band di Portland, Oregon Sequel. Jensen aveva avuto delle esperienze con i Movie Star, un'altra band di Portland dalle quali ceneri nacquero i Black 'N Blue, poi negli American Man e negli Harlow, tutte band nel quale figurava il chitarrista Tommy Thayer (oggi nei Kiss). Il bassista inoltre raggiunse la band di David Lee Roth per un breve periodo come turnista, nel tour di A Little Ain't Enough. Anche Deen Castronovo, prima dei Bad English, aveva avuto in precedenza collaborazioni illustri, prima con il virtuoso chitarrista Tony MacAlpine (oggi nella band di Steve Vai), poi nel progetto Cacophony dei guitar hero Marty Friedman (poi nei Megadeth) e Jason Becker (poi nella band di David Lee Roth).
Gli Hardline debuttarono a tre concerti da spalla ai Van Halen nell'aprile 1992. Quell'anno verrà pubblicato il debutto discografico intitolato Double Eclipse, prodotto da Neal Schon per la MCA Records. Il disco conteneva anche la traccia "Dr. Love", scritta da Mike Slamer, chitarrista dei City Boy e degli Streets. Il tastierista dei Journey Jonathan Cain contribuì alla composizione delle due tracce "Everything" (a cui contribuì anche Eddie Money) e "I'll Be There". Nell'album è contenuta inoltre la traccia "Hot Cherie", cover di Danny Spanos del 1983 che era stata scritta dai membri degli Streetheart. La versione giapponese presentava in aggiunta la traccia bonus "When Love Leads the Way". Da questo album vennero estratte le tre hit "Hot Cherie", "Takin` Me Down" e "Can't Find My Way", di cui vennero poi girati dei videoclip. Seguirono tour con i Van Halen, gli Extreme e i Mr. Big, oltre ad intraprendere una serie di date nei club della zona. Dopo i tour di Double Eclipse, gli Hardline ebbero un incontro con l'A&R manager della MCA dell'epoca. Questa persona spiegò alla band che voleva scegliere lui stesso il produttore del lavoro successivo. Neal Schon, responsabile della produzione del gruppo, aveva invece intenzione di produrre e mixare anche l'eventuale secondo capitolo degli Hardline, e non fu d'accordo con il manager. Tra i due nacquero delle incomprensioni, ed il giorno successivo a quell'incontro, gli Hardline persero il loro contratto con la MCA. Questa fu la fine della band. Schon e Castronovo decideranno di abbandonare il progetto, seguiti a ruota da Jansen. I fratelli Gioeli tentarono di continuare il progetto Hardline con nuovi musicisti, ma dopo qualche tempo, decisero di ritirarsi dalla scena musicale perché frustrati e delusi dalla realtà del music business.
Più tardi quell'anno, Jensen e Castronovo si unirono alla band solista di Paul Rodgers (ex-Free, Bad Company) come turnisti per intraprendere l'attività live. L'ex bassista Todd Jensen apparì nel disco Guest List del chitarrista Marc Ferrari (ex Keel, Cold Sweat) nel 1996, poi raggiunse la band di Alice Cooper in tour nel 1997. Il brano "Dr. Love"  venne reinterpretato dagli Steelhouse Lane, un gruppo gestito dallo stesso Mike Slamer, autore del brano, e venne inserito nel loro disco Metallic Blue nel 1998. Johnny Gioeli entrerà nella band del guitar hero tedesco Axel Rudi Pell, registrando il disco Oceans of Time (1998). Gioeli inciderà con il chitarrista una lunga serie di dischi, e milita tutt'oggi nella band. Castronovo, dopo aver inciso materiale con noti personaggi come Steve Vai, Geezer Butler, James Murphy e Paul Rodgers, si riunirà con Neal Schon nel 1998 quando sostituì Steve Smith nei Journey.

### Reunion

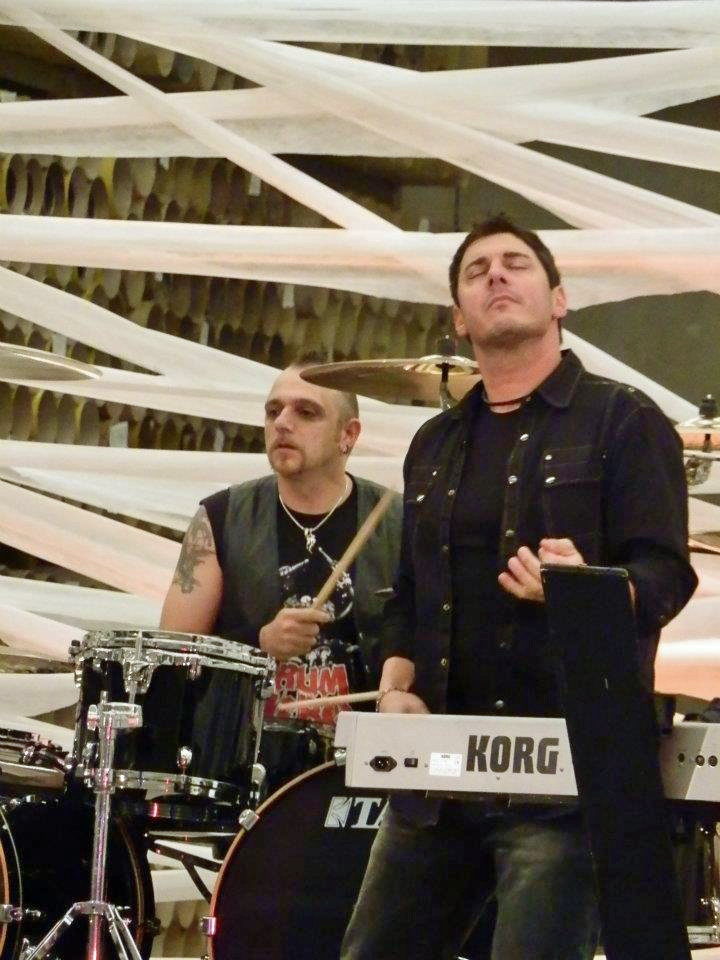
Johnny Gioeli e Francesco Jovino

Gioeli nel tardo 2000 annunciò la reunion degli Hardline con il nuovo chitarrista Joey Tafolla (ex Tamplin, Jag Panzer) al posto di Neal Schon. A coprire il ruolo di batterista fu l'ex componente dei Vinnie Vincent Invasion, Nitro e Nelson Bobby Rock. Johnny Gioeli nel 2001 prestò la sua voce nella traccia "Live and Learn" del chitarrista Jun Senoue, che venne incluso nella colonna sonora del videogioco Sonic Adventure 2 per Sega Dreamcast. Allo stesso tempo la canzone degli Hardline "Love Leads The Way", originariamente inclusa come traccia bonus nella versione giapponese di Double Eclipse, venne reinterpretata dal gruppo AOR italiano Khymera. Johnny Gioeli partecipò anche a delle sessioni con l'ex chitarrista dei Lion e Bad Moon Rising Doug Aldrich nel suo album solista Alter Ego del 2001.
Nel 2002 verrà pubblicato il secondo capitolo degli Hardline intitolato semplicemente Hardline II. Il disco, prodotto da Bob Burch, verrà pubblicato in Europa per l'etichetta italiana Frontiers Records. La formazione che registrò le sessioni del disco era composta dall'ex chitarrista dei Le Mans Josh Ramos (oggi nei Two Fires), dal bassista Chris Maloney e dal tastierista Michael T Ross. Quest'album includeva anche qualche vecchia traccia riarrangiata dei Brunette ("Do or Die", "Your Eyes") oltre a vecchio materiale irrealizzato degli Hardline e nuovo materiale. Qualche settimana prima della pubblicazione del disco, il gruppo venne invitato a partecipare nel ruolo di headliner al britannico "Gods festival", evento dedicato alla musica AOR. Proprio durante questo concerto venne registrata la loro esibizione, poi pubblicata sul live CD/DVD Live at the Gods Festival 2002 nel 2003 per la Frontiers. Il tastierista Michael T. Ross si riunì ai veterani Angel nel novembre 2003. Johnny Gioeli recitò il personaggio "Sultan Oddyfer" nel disco In Search of The Little Prince della symphonic metal band italiana Genius.
I fratelli Gioeli fondarono una fabbrica di dentifricio chiamata la White Overnight. Tuttavia, la Camera di Commercio di Los Angeles si occupò dell'azienda poiché giunsero diversi continui reclami sulla qualità scadente del prodotto.
Nel gennaio 2005 la band rese disponibile materiale raro sul sito ufficiale, come le demo dei Brunette, il disco The Double Eclipse Demos o il live album Hardline - Live in Auburn Hills 1992, registrato nelle date di supporto ai Van Halen. Nel 2006 Johnny Gioeli e Michael T. Ross, parallelamente alla carriera con gli Hardline, raggiunsero un'altra band chiamata Accomplice, che aveva già alle spalle un disco omonimo nel 2000. I due con il gruppo pubblicarono She's On Fire il 5 agosto 2006, disco sulle scie del progressive metal che verrà pubblicato niente meno che da Derek Sherinian, tastierista noto per aver suonato con Dream Theater, Yngwie Malmsteen e Planet X. Ross partecipò anche al disco dei Lizzy Borden Appointment With Death nello stesso anno.
Nel 2009 gli Hardline sono nuovamente entrati in studio per registrare il loro terzo album Leaving the End Open, pubblicato il 17 aprile.
Nel 2012 la band cambia formazione: Johnny Gioeli viene affiancato dal tastierista e compositore italiano Alessandro Del Vecchio e da Thorsten Koehne (chitarra), Anna Portalupi (basso) e Francesco Jovino (batteria). Con questa line-up viene pubblicato a fine maggio il nuovo album Danger Zone, distribuito dalla Frontiers Records.
Ma in occasione del live dello Sweden Rock Festival la formazione varia ancora, al posto di Jovino e Koehne entrano Mike Terrana e il chitarrista Josh Remos (che aveva già fatto parte della band dal 2002 al 2009).

## Formazione

### Formazione attuale
- Johnny Gioeli - voce
- Alessandro Del Vecchio - tastiere
- Andrea Seveso - chitarra
- Anna Portalupi - basso
- Marco Di Salvia - batteria

### Ex componenti
- Neal Schon - chitarra (1991–1992)
- Deen Castronovo - batteria (1991–1992)
- Todd Jensen - basso (1991–1992)
- Joey Tafolla - chitarra (2000-2002)
- Bobby Rock - batteria (2001–2002)
- Christopher Maloney - basso (2001–2002)
- Joey Gioeli - chitarra (1991-1992, 1999-2003)
- Michael T. Ross - tastiere (2001–2009)
- Rudy Sarzo - basso (2004)
- Jamie Brown - basso (2005–2009)
- Atma Anur - batteria (2004–2009)
- Thorsten Koehne - chitarra (2011-2012)
- Francesco Jovino - batteria (2011–2012, 2014–2018)
- Mike Terrana - batteria (2012–2013)
- Josh Ramos - chitarra (2002–2009, 2012–2018)

## Discografia

### Album in studio
- 1992 - Double Eclipse
- 2002 - Hardline II
- 2009 - Leaving the End Open
- 2012 - Danger Zone
- 2016 - Human Nature
- 2019 - Life
- 2021 - Heart, Mind and Soul

### Live
- 2003 - Live at the Gods Festival 2002
- 2020 - Life Live

### Singoli
- 1992 - Hot Cherie
- 1992 - Takin' Me Down